# St. Elmo's Fire (Man in Motion)
Singles de John Parr
Magical
(1985) Love Grammar
(1985)
St. Elmo's Fire (Man in Motion) est une chanson interprétée par le chanteur britannique John Parr qu'il a écrite et composée avec David Foster pour la bande originale du film de Joel Schumacher St. Elmo's Fire sorti en 1985.
Elle est incluse dans certaines rééditions du premier album du chanteur intitulé John Parr et publié à l'origine en 1984.
Sortie en single en juin 1985 aux États-Unis, elle connaît un succès international, se classant notamment en tête des ventes aux États-Unis et au Canada.

## Inspiration
La chanson a été spécialement écrite et composée pour le film St. Elmo's Fire, cependant les paroles sont inspirées par l'athlète paraplégique canadien Rick Hansen qui n'a aucun lien avec le long métrage. Rick Hansen a entrepris en mars 1985 (trois mois avant la sortie du single) un tour du monde en chaise roulante. Appelé Man in Motion World Tour et destiné à lever des fonds pour la recherche sur la moelle épinière et promouvoir le handisport, l'événement a reçu une plus grande attention des médias grâce à la chanson devenue entre temps un tube et l'hymne de ce défi sportif,.  
En 2012, John Parr enregistre une nouvelle version de la chanson intitulée Tim Tebow's Fire, en l'honneur cette fois du joueur de football américain Tim Tebow,.

## Nomination
La bande originale du film St. Elmo's Fire est nommée aux Grammy Awards ce qui permet à John Parr d'obtenir lui-même une nomination.

## Classements hebdomadaires
| Classements (1985)                     | Meilleure position |
| -------------------------------------- | ------------------ |
| Afrique du Sud (Springbok Radio)       | 2                  |
| Allemagne (GfK Entertainment)          | 6                  |
| Australie (Kent Music Report)          | 4                  |
| Autriche (Ö3 Austria Top 40)           | 8                  |
| Belgique (Flandre Ultratop 50 Singles) | 12                 |
| Canada (RPM Adult Contemporary)        | 1                  |
| Canada (RPM 100 Singles)               | 1                  |
| États-Unis (Billboard Hot 100)         | 1                  |
| Irlande (IRMA)                         | 5                  |
| Norvège (VG-lista)                     | 3                  |
| Nouvelle-Zélande (RMNZ)                | 5                  |
| Pays-Bas (Nederlandse Top 40)          | 19                 |
| Pays-Bas (Single Top 100)              | 22                 |
| Royaume-Uni (UK Singles Chart)         | 6                  |
| Suède (Sverigetopplistan)              | 4                  |
| Suisse (Schweizer Hitparade)           | 4                  |

## Certifications
| Pays                  | Certification | Unités certifiées |
| --------------------- | ------------- | ----------------- |
| Canada (Music Canada) | Or            | 50 000            |
| Royaume-Uni (BPI)     | Argent        | 250 000           |

## Reprises et remixes
David Essex a repris la chanson en 1997. Elle a fait l'objet d'un remix en 2006 sous le titre New Horizon, crédité à John Parr vs Tommyknockers, qui se classe 43e au Royaume-Uni et 22e en Irlande,. Un autre remix voit le jour en 2008 de la part de 2-4 Grooves sous le titre Writing on the Wall (St. Elmo's Fire), classé 92e dans les charts allemands.